# Juba Giarreta
Marcelo Squillaci "Juba" Giarreta (São Paulo, 22 de dezembro de 1999) é um piloto profissional de automobilismo, atualmente competindo na Copa Shell HB20 com o número 222 e na Turismo Nacional, categoria B. Foi vencedor do Grande Prêmio de Curitiba, na categoria HB20 Super, em 2020, e na categoria Elite, por duas vezes, em 2021. No mesmo ano, fez sua estreia na Stock Light numa etapa pontual, em Curitiba, pela equipe Hot Car.

## Início e Carreira
Desde muito novo, Marcelo acompanhava o pai na paixão pelo automobilismo, começando a competir num simulador montado em casa, Aos 14 anos, teve a primeira experiência no Kart e logo passou a competir e a vencer corridas, a primeira no Kartódromo Regional de Itu. 
O apelido, Juba, surgiu de seu cabelo comprido. Por coincidência, seu primeiro patrocinador detinha a logomarca de um leão.  
Juba, então, seguiu sua carreira desportiva no automobilismo, passando a competir profissionalmente em 2018, na Copa SP KGV e no Campeonato Brasileiro de Kart, o qual terminou em 6º lugar em sua categoria (Rotax Max).
Em 2019, Juba subiu para a categoria Rotax DD2, alcançando o 2.º Lugar no Campeonato Brasileiro de Kart.
Em 2020, correu e venceu a 2.ª Etapa da Copa SP KGV e ingressou na Copa Shell HB20 pela primeira vez. 

### Copa Shell HB20 - Temporada de 2020
Juba competiu pela primeira vez na Temporada de 2020, na categoria HB20 Super. A estreia foi na Etapa de Goiânia, conquistando dois 4.º lugares nas duas baterias, mesmo após sofrer com problemas de câmbio na classificação.
Na etapa de Londrina, teve de abandonar a primeira bateria, num acidente, mas retornou à 4.ª colocação na segunda bateria.
No Vellocittà, conseguiu sua melhor posição classificatória até então, largando em 2.º.Após um acidente, porém, teve de abandonar a primeira bateria, mas, num desempenho espetacular na segunda bateria, saiu de último para o 2.º lugar.
Em Curitiba, Juba chegou em 3.º na primeira bateria. Na segunda bateria, mesmo largando no 7.º lugar, Juba conquistou sua primeira vitória na categoria.
Afastado da etapa seguinte por infecção de COVID-19, Juba retornou à competição na última etapa, em Interlagos. Na primeira bateria, embaixo de muita chuva, Juba foi abalroado por outro competidor, tendo de abandonar. Mas, na segunda bateria, mesmo largando em último lugar, juba conseguiu uma ótima 3.ª colocação para fechar a temporada no pódio e num honroso 6.º lugar em sua categoria (11.º no geral), com 91 pontos.

### Copa Shell HB20 - Temporada de 2021
Para 2021, Juba foi promovido à categoria Elite da Copa HB20. Numa campanha extremamente regular, Juba conquistou 7 pódios nas primeiras 8 corridas, sendo o melhor resultado um 2º lugar na primeira corrida da etapa de Goiânia em sua categoria. Na segunda etapa de Cascavel, liderou a maior parte da corrida, mas terminou em 3º após a quebra de seu amortecedor.
De volta a Curitiba, etapa que havia vencido no ano anterior, repetiu a dose. Chegou em 3º lugar na primeira bateria, no sábado, e no domingo, mesmo largando em 4º lugar, conquistou a segunda vitória de sua carreira na Copa HB20, a primeira na categoria Elite. Após uma temporada extremamente regular, finalizou o ano com pole e mais uma vitória em Curitiba, na última etapa, sagrando-se vice-campeão.

### Turismo Nacional
Convidado pela equipe de Ricardo Manzini para participar da etapa de Cascavel, pela categoria B da Turismo Nacional. Correndo com Gabriela Morais, Juba estreou com pole position e vitória nas duas corridas, a bordo de um Chevrolet Onix.

## Vitórias e Conquistas
Vice-Campeão da Copa Shell HB20 Elite de 2021.
Vice-Campeão Brasileiro de Kart de 2019.
3x Vencedor do GP de Curitiba da Copa Shell HB20. 
Vencedor do GP de Cascavel da Turismo Nacional, categoria B, de 2021 (em conjunto com Gabriela Morais). 

## Resultados na Copa Shell HB20
| Ano  | Equipe | Carro                | 1      | 1      | 2       | 2     | 3     | 3     | 4      | 4     | 5       | 5     | 6     | 6     | 7      | 7      | 8       | 8     | Classificação | Pontos |
| ---- | ------ | -------------------- | ------ | ------ | ------- | ----- | ----- | ----- | ------ | ----- | ------- | ----- | ----- | ----- | ------ | ------ | ------- | ----- | ------------- | ------ |
| 2020 | JG     | Hyundai HB20 (Super) | GOI NP | GOI NP | GOI Ret | GOI 4 | GOI 5 | GOI 8 | LON NL | LON 4 | VEL Ret | VEL 2 | CUR 3 | CUR 1 | GOI NP | GOI NP | SAO Ret | SAO 3 | 6º            | 91     |

| Ano  | Equipe | Carro                | 1     | 1     | 2     | 2     | 3     | 3     | 4     | 4     | 5     | 5     | 6     | 6     | 7     | 7     | 8     | 8     | Classificação | Pontos |
| ---- | ------ | -------------------- | ----- | ----- | ----- | ----- | ----- | ----- | ----- | ----- | ----- | ----- | ----- | ----- | ----- | ----- | ----- | ----- | ------------- | ------ |
| 2021 | JG     | Hyundai HB20 (Elite) | VEL 6 | VEL 3 | GOI 3 | GOI 2 | SAO 3 | SAO 4 | CAS 3 | CAS 3 | CUR 3 | CUR 1 | POT 2 | POT 4 | VEL 5 | VEL 2 | CUR 9 | CUR 1 | 2º            | 215    |